# Trifolium obscurum
Trifolium obscurum är en ärtväxtart som beskrevs av Gaetano Savi. Trifolium obscurum ingår i släktet klövrar, och familjen ärtväxter. IUCN kategoriserar arten globalt som livskraftig. Inga underarter finns listade i Catalogue of Life.